# 'Ndrina Pelle
I Pelle, noti anche come Pelle-Vottari, sono una 'ndrina del paese di San Luca. Sono tra le 'ndrine più influenti della 'ndrangheta avendo membri che risiedono puntualmente negli organi consultivi e apicali dell'organizzazione, in particolare nel mandamento jonico e nella provincia. 
Sono presenti anche a Milano e provincia.
È attiva nel traffico internazionale di cocaina, per la quale ha contatti con i cartelli colombiani, nell'appropriazione di appalti, nelle estorsioni ed è stato documentato nella operazione Reale del 2010 l'influenza nella campagna elettorale per le elezioni regionali.

## Esponenti di spicco
- Antonio Pelle (San Luca 1932 - 2009) detto 'Ntoni Gambazza, elemento di spicco di tutta la 'ndrangheta, arrestato e morto nel 2009.
- Salvatore Pelle detto Sarvu Gambazza, arrestato.
- Francesco Vottari (detto U Frunzu), capobastone arrestato a ottobre 2007.
- Francesco Pelle, detto Ciccio Pakistan, latitante dal luglio 2019 dopo la condanna all'ergastolo per la morte di Maria Strangio, moglie di Giovanni Luca Nirta. Arrestato a Lisbona il 29 marzo 2021.
- Antonio Pelle, detto Vanchelli o la mamma, arrestato nel 1998 fu condannato in primo grado a 19 anni di carcere ma fu assolto in appello. Viene arrestato nuovamente il 16 ottobre 2008 ad Ardore Marina e condannato in primo grado al 41bis, ma poi portato in ospedale nel settembre 2011 per gravi problemi di salute, dal quale evade il 15 settembre 2011 fino alla definitiva cattura il 5 ottobre 2016 dopo 5 anni di latitanza.
- Giuseppe Pelle, capo 'ndrina a seguito della morte del padre Antonio Pelle e membro di vertice del mandamento jonico e di tutta la 'ndrangheta e sposato con la figlia di Francesco Barbaro[2], indagato per tentata estorsione e illecita concorrenza per lavori pubblici a Siderno, Palizzi, Condofuri e Natile di Careri nel processo Mandamento Jonico[2]  e nell'inchiesta Reale[2] per aver influenzato la campagna elettorale delle Regionali 2010 e arrestato dopo 2 anni di latitanza il 6 aprile 2018 a Condofuri. Ora è in carcere per scontare gli ultimi 2 anni e 5 mesi che gli rimangono[2][3].
- Giuseppe Vottari (detto U massaru), capobastone (fin dai primi anni settanta alleato con i Nirta, detti La maggiore).
- Sebastiano Pelle, nato a San Luca il 7 agosto 1954. È nipote di Antonio Pelle, patriarca del quartiere di San Luca e boss criminale della 'Ndrangheta, capo titolare dell'organizzazione, sebbene con scarso potere effettivo. Secondo gli inquirenti, Sebastiano Pelle era tornato a San Luca per assumerne il comando dopo la morte dello zio nel novembre 2009. Era incluso nella lista dei latitanti di massima pericolosità ed era ricercato dal 1995 per appartenenza a un'organizzazione criminale dedita al traffico internazionale di armi e droga, oltre ad altri reati. Pelle è stato condannato a 14 anni di carcere. Nel 2006, l'inchiesta è stata estesa a livello internazionale per la sua estradizione. Pelle ha trascorso anni all'estero gestendo il traffico di cocaina per i clan di San Luca.

## Storia

### Anni '90 - Faida di San Luca
La faida di San Luca è la guerra nata fra le cosche dei Nirta-Strangio e Pelle-Vottari nel periodo pasquale del 1991.
Tutto inizia quando un gruppo di ragazzi dei Pelle-Vottari lanciano scherzosamente delle arance ai ragazzi dei Nirta-Strangio. Questi redarguiscono a parole gli altri.
Ma successivamente lanciano uova all'interno del bar Arci per restituire lo sgarbo, subendo, di conseguenza, una "cardiata" di legnate (come riferisce il quotidiano Calabria Ora del 19 agosto 2007) come punizione.
Un altro gruppo di giovani dei Nirta-Strangio decidono di punire quest'atto andando ancora alle mani.
Quando incontrano un affiliato ai Vottari, frunzu, tuttavia, questo, spaventato, inizia a sparare loro uccidendo due componenti (Francesco Strangio, 20 anni, e Domenico Nirta, 19) e ferendone altri due (Giovanni Luca Nirta e Sebastiano Nirta).
Degenerando la questione, si decide che l'autore degli omicidi se ne debba andare per sempre da San Luca e dai paesi limitrofi.
Dopo poco tempo verrà ucciso a Bovalino.
Nel 1993 continua la faida e vengono uccisi due capibastone della cosca Pelle-Vottari, la quale risponderà con altri due morti.
Il 25 dicembre 2006 viene uccisa Maria Strangio, moglie di Giovanni Nirta, reale obiettivo dei sicari, che invece si è salvato. Ricomincia così la faida dopo un lungo periodo di pausa. Quest'omicidio è una risposta all'attentato del 31 luglio precedente, in cui Francesco Pelle venne ferito da 4 pallottole alla schiena che lo costringono a vivere su una sedia a rotelle.
Il 3 agosto 2007 viene ucciso Antonio Giorgi.
Infine il 15 agosto 2007 vengono uccise sei persone a Duisburg per mano della cosca Strangio.

### Anni '90 - L'omicidio Ceratti
Il 7 aprile 1992, a Bianco, viene ucciso nel suo ambulatorio il medico Stefano Ceratti; il killer viene individuato 17 anni dopo in Sergio Prezio, di Montalto Uffugo. Il clan Pelle gli aveva ordinato di uccidere il medico perché questi dava fastidio con la sua attività politica (essendo segretario DC e consigliere comunale a Caraffa del Bianco) di denuncia contro il malaffare di stampo 'ndranghetista. Prezio viene condannato definitivamente a 30 anni di reclusione e i giudici riconoscono la natura politico-mafiosa dell'omicidio.

### Anni 2000 - La strage di Duisburg, l'operazione Fehida e Reale
- L'11 marzo 2007, il boss Salvatore Pelle viene arrestato a Reggio Calabria  dal vicequestore Luigi Silipo. L'operazione è stata diretta dal capo della Squadra Mobile Salvatore Arena e gestita dal sostituto procuratore generale Francesco Neri. Per spostarsi durante la latitanza utilizzava solo treni e autobus, era anche sprovvisto di telefonino. Verrà condannato a 11 anni di carcere[6].
- Il 13 ottobre 2007 viene arrestato dai carabinieri Francesco Vottari, detto Ciccio U frunzu, considerato l'anello di congiunzione tra le famiglie rivali Nirta-Strangio e Pelle-Vottari "frunzu".[7]
- 15 agosto 2007, strage di Ferragosto a Duisburg in Germania, vengono uccisi nel ristorante Da Bruno Tommaso Venturi di 18 anni, Francesco e Marco Pergola, rispettivamente di 22 e 20 anni, Marco Marmo, di 25 anni, Sebastiano Strangio, di 39 anni e il minorenne F. Giorgi. Riuniti li molto probabilmente per l'affiliazione di Tommaso Venturi, al quale è stato trovato un santino bruciacchiato, sinonimo in campo mafioso dello svolgimento del rito di affiliazione.
- Il 30 agosto 2007 vengono arrestate in una maxioperazione (operazione Fehida) che ha coinvolto quasi 500 persone tra polizia e carabinieri a San Luca esponenti delle cosche responsabili della strage di Ferragosto tra cui gli Strangio.
- Il 4 marzo 2008 vengono sequestrate abitazioni, aziende, terreni, attività commerciali e auto di lusso del valore di 150 milioni di euro appartenenti molto probabilmente ai Nirta, Strangio, Pelle e Vottari[8].
- L'8 marzo 2008 ha sequestrato alle cosche Pelle-Vottari 2 ville di cui una a Benestare e un'automobile del valore di 5 milioni di euro[9].
- Il 9 maggio 2008 con l'operazione Zeleuco vengono arrestati 9 esponenti delle cosche di San Luca eseguiti oltre che nel paese di origine anche a Bovalino, Benestare, Bologna e Udine. Accusati di associazione a delinquere di stampo mafioso, controllavano varie attività economiche, gestivano un traffico di armi ed esplosivi. Tra gli arrestati Antonella Vottari e Maria Pelle sorella e moglie del capobastone Francesco Vottari. Sono stati arrestati anche Francesco Barbaro, detto u castanu, già detenuto; Liana Benas di Codroipo; Gianfranco Cocilovo, imprenditore, di Roma; Giovanni Marrapodi odontotecnico, di Locri; Domenico Mammoliti di Locri; Paolo Nirta di San Luca; Giuseppe Pelle di San Luca, sorvegliato speciale; Antonio Romano di San Luca[10][11].
- Il 18 settembre 2008 viene arrestato a Pavia in una clinica Francesco Pelle, detto Ciccio Pakistan, ritenuto il responsabile dell'omicidio del 25 dicembre 2006 di Maria Strangio e dell'agguato dello stesso giorno ai danni del marito Giovanni Luca Nirta, vero obiettivo. Era latitante dal 30 agosto 2007[12].
- Il 16 ottobre 2008 alle 5:15 viene arrestato in periferia di Ardore il boss Antonio Pelle, sfuggito all'operazione Fehida del 2007[13].
- Il 23 maggio 2009 la squadra mobile di Reggio Calabria arresta a San Luca per associazione mafiosa e traffico di stupefacenti Fortunato Giorgi, tra i cento latitanti più ricercati[14].
- Il 12 giugno 2009 viene arrestato Antonio Pelle detto Gambazza.
- Il 22 aprile 2010 si conclude l'operazione Reale che porta all'arresto di 8 persone, di cui 5 affiliate ai Pelle (Pelle Giuseppe, 1960; Pelle Sebastiano, 1971; Pelle Domenico, 1985; Pelle Antonio, 1986; Pelle Antonio, 1987) e 3 ai Ficara-Latella, che da come emerge dalle indagini, tentavano di avvicinarsi ai Pelle per ottenere maggior prestigio e più potere[15].
- Il 12 maggio 2010 con l'operazione Annibale partita 3 anni fa, viene scoperto un traffico internazionale di cocaina con base nel convento delle Missionarie del Sacro Cuore di Gesù nella zona di Porta Romana a Milano. Vengono arrestate 33 persone in ben 10 province italiane, tra cui alcune affiliate ai Pelle-Vottari (tra cui Giuseppe e Domenico Vottari) e ai Coco Trovato. La droga veniva acquistata dai cartelli colombiani di Cali, Medellín, Barranquilla e Pereira, portata in Ghana, dove truffando la Fao avevano accesso ai suoi fondi (concessi per lo sviluppo del mercato ittico locale) e la si stoccava, infine veniva spedita in Italia[1]. I viaggi in Colombia erano mascherati come pellegrinaggi dei fedeli[1].
- Il 19 novembre 2010 un'indagine fa luce su 11 persone appartenenti o vicini ai Pelle che sarebbero coinvolte nel condizionamento della facoltà di architettura dell'Università di Reggio Calabria, Giuseppe Pelle, durante un'intercettazione, si vantava di poter condizionare anche i test d'ingresso alla facoltà di medicina di Catanzaro e Messina.[16]
- Il 21 dicembre 2010 vengono eseguiti 12 arresti per associazione mafiosa e corruzione elettorale con fini mafiosi delle elezioni regionali del 29 e 30 marzo 2010. Tra gli arrestati c'è il consigliere regionale Santi Zappalà[17][18].

### Oggi - i traffici di droga e l'arresto di Antonio e Giuseppe Pelle
- Il 20 gennaio 2012 vengono emessi sei ordini di custodia cautelare contro Giuseppe Pelle, la moglie, il figlio, un avvocato e due medici per aver inscenato una finta depressione del boss Pelle ai fini di ottenere gli arresti domiciliari[19].
- Il 18 ottobre 2012 in un'operazione della Direzione distrettuale antimafia in collaborazione col Gico-Goa vengono eseguite 52 ordinanze di custodia cautelare tra cui Bruno Pizzata e altri esponenti dei Pelle dedita al narcotraffico internazionale insieme ad elementi dei Fidanzati di Cosa Nostra e membri della Sacra Corona Unita pugliese. La cocaina veniva importata da Ecuador e Colombia e approdava ai porti di Amburgo e Anversa e rivenduta in Austria, Belgio, Germania e Paesi Bassi[20].
- Il 29 ottobre 2013 la DIA di Roma e Reggio Calabria confisca beni del valore di 150 milioni di euro, colpendo 33 società) all'imprenditore romano Federico Marcaccini, detto Er Pupone, che sarebbe legato alla cosca Pelle. Già nel 2010 ricevette un fermo, scaturito dall'operazione Overloading per traffico di droga[21][22].
- Il 5 ottobre 2016, dopo 5 anni di latitanza viene arrestato in contrada Bosco tra Bovalino e San Luca Antonio Pelle; era nascosto in una piccola stanza ricavata tra la camera da letto e il bagno e mimetizzata come cassaforte[23].
- Il 22 marzo 2017 viene arrestato in contrada Ricciolino a Benestare Santo Vottari, latitante da 8 anni e coinvolto nella faida di San Luca[24], era nella lista dei 50 più ricercati d'Europa[25].
- Il 6 aprile 2018 viene arrestato dalla Squadra Mobile di Reggio Calabria a Condofuri Giuseppe Pelle, latitante e reggente del clan[26][27]. Era sparito nel 2016 quando doveva scontare 2 anni e 5 mesi per associazione mafiosa al termine del processo Reale; la latitanza gli consentì di sfuggire pure a un decreto di fermo emesso dalla DDA di Reggio Calabria nell’ambito dell’inchiesta “Mandamento jonico” da cui è scaturito un processo dove è stato condannato in primo grado a 18 anni e 6 mesi di carcere per tentata estorsione aggravata dal metodo mafioso, turbata libertà degli incanti ed illecita concorrenza (nello stesso processo il figlio Antonio veniva condannato a 14 anni e 8 mesi per tentata estorsione aggravata dal metodo mafioso[28].
- Il 5 dicembre 2018 si conclude l'operazione European 'ndrangheta connection (ex Pollino) condotta dalla procura nazionale antimafia insieme all'Eurojust e partita da forze dell'ordine olandesi che ha portato all'arresto di un'organizzazione di 90 persone dedita al traffico internazionale di stupefacenti tra Belgio, Paesi Bassi, Germania, Italia, Colombia e Brasile e che colpisce alcuni esponenti dei Pelle-Vottari, dei Romeo detti Stacchi, degli Cua-Ietto, degli Ursino e dei Nirta-Strangio nonché esponenti della criminalità turca. Tra gli arrestati Giuseppe e Francesco Marando,  José Manuel Mammoliti, Giovanni Giorgi, Antonio Costadura detto U Tignusu, Domenico Romeo detto Corleone, Francesco Luca Romeo, Sebastiano Romeo e Domenico Strangio. Sono accusati alcuni anche di intestazione fittizia e associazione mafiosa, l'operazione ha anche portato al sequestro di diverse tonnellate di cocaina e alla scoperta di azioni di riciclaggio, di pagamenti in bitcoin, e dell'uso di attività ristorative come supporto alla logistica del traffico. Le città coinvolte sono: Horst, Venray, Amsterdam e Rotterdam per i Paesi Bassi, Provincia di Limburgo per il Belgio, Brüggen in Renania Settentrionale-Vestfalia per la Germania[29][30][31][32][33].
- 31 maggio 2019: operazione Selfie contro i Pelle-Vottari[34][35][36][37].
- Il 29 marzo 2021 viene arrestato a Lisbona Francesco Pelle, latitante dal 2019. Si trovava in una clinica della capitale portoghese, dove era ricoverato perché positivo al COVID-19[38].
- Il 10 marzo 2022 Francesco Pelle, figlio trentenne di Giuseppe, viene arrestato a Calvignasco (Pavia) per aver gestito la latitanza del padre. Francesco, ex sorvegliato speciale con diversi precedenti, lavorava da un anno come bidello in una scuola di Vermezzo con Zelo dove era anche addetto all'ausilio dei disabili. Con lui sono stati arrestati anche il fratello Antonio (34 anni), la madre Marianna Barbaro (54 anni), la sorella Elisa (34 anni, ai domiciliari), e - oltre a due favoreggiatori e a un cugino - suo marito Giuseppe (35 anni) che a lungo ha vissuto a Guido Visconti, non lontano da Calvignasco. Il loro matrimonio del 2009 fece scalpore poiché fu festeggiato da 1500 persone in tre diversi paesi dell'Aspromonte. Giuseppina, l'altra figlia di Pelle, non coinvolta, ha invece sposato Pasqualino Papalia, 43 anni e primogenito del boss Antonio. La moglie di Giuseppe, Marianna, è a sua volta figlia di Francesco Barbaro detto  'u Castanu, capocosca di Platì, e sorella di Rocco  'u Sparitu, scarcerato da poco dopo essere stato tra i 30 latitanti più pericolosi. Gli arrestati sono accusati di aver gestito la latitanza di Giuseppe Pelle, arrestato il 6 aprile 2018 con un blitz a Condofuri, aiutandolo a nascondersi e riuscendo a farlo sfuggire a un arresto[39].